# Sud-Ubangi
Koordinaten: 3° 12′ N, 19° 48′ O
Sud-Ubangi (deutsch auch Süd-Ubangi) ist eine Provinz in der Demokratischen Republik Kongo mit etwa 2.458.000 Einwohnern. Die Hauptstadt der Provinz ist Gemena.

## Geographie
Sud-Ubangi liegt im Nordwesten des Landes und grenzt im Nordosten an Nord-Ubangi, im Südosten an Mongala, im Süden an Équateur, im Westen an die Republik Kongo und im Nordwesten an die Zentralafrikanische Republik. Die Provinz liegt am Mittellauf des Flusses Ubangi.

### Verwaltungsgliederung
Die Provinz unterteilt sich in die vier Territorien Budjala, Gemena, Kungu und Libenge sowie die beiden Städte Gemena und Zongo.

## Geschichte
Sud-Ubangi war ein Distrikt der Provinz Équateur. Laut der 2005 angekündigten und 2011 abgesagten Verwaltungsreform sollte Équateur in fünf neue Provinzen aufgeteilt werden, darunter auch Sud-Ubangi. Die Verwaltungsreform wurde mehrmals verschoben und 2011 abgesagt, schließlich 2015 doch umgesetzt und Sud-Ubangi damit zur Provinz erhoben. Auch die bis dahin distriktfreie Stadt Zongo ging in Sud-Ubangi auf.